# Рецептивная эстетика
Рецептивная эстетика (нем. Rezeptionsästhetik, англ. Reader-response criticism; другое название — «эстетика воздействия») — раздел эстетики, изучающий жизнь текста во времени, его восприятие в разные периоды, зависимость истолкования от социокультурной ситуации; эстетика диалога между текстом и читателем. В теории литературы — направление, которое фокусируется на читателе (или «аудитории») и его опыте чтения литературного произведения.

## Происхождение
Хотя литературная теория уже давно уделяет некоторое внимание роли читателя в создании смысла и опыту чтения литературного произведения, рецептивная эстетика как новое направление в литературоведении появилась в 60-х — 70-х годах, в частности, в Германии и в США. Во многом своим появлением и становлением рецептивная эстетика обязана герменевтике (литературной и философской) и феноменологии. Среди исследователей, которые оказали определяющее влияние, можно назвать Ханса-Георга Гадамера (философская герменевтика), феноменолога Романа Ингардена, Луизу Розенблатт, Клайва Стейплза Льюиса (работа «Эксперимент в критике») и др.

## Основные положения
Рецептивная эстетика определяет читателя в качестве активного агента, который придает «реальное существование» тексту и «конструирует» его смысл через собственную интерпретацию. Литература здесь рассматривается как исполнительское искусство, в котором каждый читатель создает свой собственный, возможно, уникальный, текст в своём опыте прочтения. Рецептивная эстетика учитывает и рассматривает как исторические (диахрония), так и современные (синхрония) типы восприятия и прочтения произведения искусства. То есть учитывается разница восприятия в зависимости от его времени. Данное направление находится в полной оппозиции к теории «формальной школы» и «новой критики», в которых роль читателя в воссоздании литературных произведений игнорируется. «Новая критика» подчеркнула, что только то, что дано в тексте, является частью смысла текста. Никакое обращение к личности или намерениям автора и к психологии читателя не было разрешено в дискуссиях ортодоксальных «новых критиков».

## Направления внутри рецептивной эстетики
Существует множество подходов в рамках теории рецептивной эстетики, но все они сходятся на том, что значение текста формирует сам читатель непосредственно в процессе чтения. Попытки Лоис Тайсон (Lois Tyson) систематизировать все множество теорий рецептивной эстетики в пять категорий привели к тому, что стало очевидно, что создание подобной классификации вызывает трудности в связи с многообразием и противоречивым характером взглядов и методик. Под транзакционной рецептивной эстетикой (Transactional reader-response theory), введенной Луизой Розенблатт и поддерживаемой Вольфгангом Изером, понимается взаимодействие между «вложенным» значением текста и его восприятием читателем, которое формируется на основе индивидуальных эмоций, переживаний и знаний. Аффективная (эмоциональная) стилистика (affective stylistics), созданная Стенли Фишем, полагает, что текст не может существовать без прочтения, то есть текст не может иметь значения независимо от читателя. Субъективная рецептивная эстетика (subjective reader-response theory), которая чаще всего ассоциируется с именем Дэвида Блейха, ориентирована исключительно на реакцию читателя, которая дается в письменной форме и затем сравнивается с другими индивидуальными интерпретациями читателей, чтобы, в конечном счете, составить единое мнение о смысле текста. Главная идея психологической рецептивной теории (psychological reader-response theory), основоположником которой является Норман Холланд, заключается в том, что именно мотивы читателя в значительной степени влияют на процесс чтения, и впоследствии опыт прочтения может использоваться для анализа психологической реакции читателя. Социальная рецептивная теория (social reader-response theory) является продолжением ранних работ Стенли Фиша и подразумевает, что любая интерпретация текста создается на основе «коллективных» идей сообщества, участники которого имеют специфический подход к чтению и интерпретации. Во всех сообществах читатели склонны к определённой форме интерпретации, которая складывается на основе стратегий, использующихся во время чтения.
Альтернативный способ классификации теорий рецептивной эстетики заключается в разделении её на три группы: в первую группу входят те, кто ориентирован на индивидуальную реакцию читателя («индивидуалисты»); во вторую — те, кто руководствуется психологическими экспериментами над определёнными группами читателей («эксперименталисты»); в третью — те, кто ожидает одинаковой реакции от всех групп читателей («униформисты»). Ещё одним фундаментальным отличием в подходах разных теоретиков является отношение к тому, насколько читатель «определяет» текст. Согласно взглядам одних теоретиков, прочтение и смыслообразование зависят и от читателя, и от текста, согласно взглядам других — только от читателя.

## Констанцская школа
Главным научным центром, профилировавшим теорию и методику рецептивной эстетики в Европе, выступает университет г. Констанца (ФРГ), в котором преподавали ведущие представители данного направления: профессора-филологи романист Ханс-Роберт Яусс и англист Вольфганг Изер. Искусствовед Вольфганг Кемп в 1980-е годы успешно применяет идеи рецептивной эстетики к изучению изобразительного искусства. К другим известным последователям этого направления принадлежат также Г. Гримм и X. Линк.
Концепция Х.-Р. Яусса связана прежде всего с рецептивно-историческими исследованиями. Из основных его разработок можно назвать, например, структуру восприятия искусства, которую он представляет как продукт развития эстетического опыта. Она включает в себя пять уровней, появляющихся в исторической последовательности, но сейчас присутствующих вместе: ассоциативный, адмиративный, симпатетический, катарсический и иронический. Разнятся эти уровни по способу идентификации и выстраивания отношения к произведению и его героям. Кроме того, Яусс задаётся вопросом о критериях и принципах, на которых основывается выбор набора текстов, которые становятся потом классическими. Он связывает это с воспринимающими субъектами, читателями, в сознании которых и происходит оценка текста на основании многих факторов. В связи с исследованием реципиента как ключевой фигуры в данном процессе, Яусс вводит понятия «горизонта ожидания» и «эстетической дистанции». Гадамер употреблял то же понятие «горизонта» для обозначения границ понимания субъекта восприятия с учётом эпохи и ситуации; он также приписывал свой «горизонт» и самому произведению искусства, и слияние этих «горизонтов» и рождает понимание. У Яусса это понятие имеет схожее значение и включает в себя культурные и социальные нормы эпохи, опыт и ожидания (схоже с пред-мнениями и предрассудками у Гадамера) и т. п. В процессе чтения (восприятия) «горизонт ожидания» реципиента претерпевает постоянные изменения, реагируя на различного рода сигналы, заложенные в тексте, и расширяется. Однако не всегда восприятие оказывается действительно плодотворным и продуктивным. Категория эстетической дистанции, которая упоминалась выше, помогает выявить продуктивность восприятия текста. Она представляет собой «дистанцию между имеющимся горизонтом ожиданий и появлением нового произведения, чья рецепция приведёт к изменению в горизонте ожиданий…». Когда эстетическая дистанция очень мала, это, как правило, означает, что перед нами какой-то очень простой и, возможно, даже тривиальный текст, который не требует от читателя практически никакой активности в восприятии. Главной задачей Яусс считает реконструкцию горизонта ожиданий произведения, так как она «выявляет разницу между прошлыми и сегодняшними путями понимания произведения» и «говорит о том, что литература бессмертна, обладает объективным значением, которое раз и навсегда определено и открыто для интерпретации в любое время».
В своей концепции Вольфганг Изер описывает процесс первого прочтения, последующую разработку текста в «целое» и то, как происходит диалог между читателем и текстом. На его теорию большое влияние оказали эстетические исследования Романа Ингардена.
Для него значение не является объектом, который можно найти в тексте, но является живым событием построения, которое происходит между текстом и читателем. В частности, читатель обращается к тексту, который является фиксированным миром, но смысл реализуется лишь посредством акта чтения и того, как читатель связывает структуры текста со своим собственным опытом. Чтобы проиллюстрировать это, Изер использует пример с созвездиями: «Впечатления от текста, возникающие в результате этого процесса, будут разными у разных индивидов, но разница будет предопределена написанным текстом. Так, два человека, глядя на ночное небо, могут разглядывать одно и то же созвездие, но один увидит в нём плуг, а другой — ковш. „3везды“ в литературном тексте фиксированы; меняются соединяющие их мысленные линии». Литературное произведение, которое создается, когда читатель и текст встречаются, состоит из двух «полюсов»: художественного (объект, текст, созданный автором) и эстетического (реализация, выполненная читателем). Оба эти полюса способствуют двум центральным точкам теории Изера: концепции «имплицитного читателя» и нарративным «пробелам».
Для Изера литературное произведение состоит из как написанных, так и ненаписанных частей текста. Когда реципиент начинает читать, предложения, составляющие произведение, не только информируют его о движении сюжета, но и создают определённые ожидания в уме читателя. Однако эти ожидания редко выполняются, поскольку текст обычно полон «неожиданных поворотов и обманутых ожиданий. … Таким образом, когда течение рассказа прерывается и нас уводят в неожиданном направлении, нам предоставляется возможность ввести в игру собственную способность к установлению взаимосвязей, самим заполнить пробелы в тексте». Эти пробелы — неписаная часть текста, требующая участия читателя. Различные читатели решают заполнить различные пробелы по-разному, допуская неисчерпаемые реализации текста в предоставленных пределах интерпретации. Поскольку читатель размышляет над тем, что он прочитал ранее в тексте, или если он перечитывает текст, новый свет проливается на события в повествовании, поскольку «некоторые аспекты произведения в свете этого знания приобретут значение, которого мы им не придавали при первом чтении, а другие уйдут на второй план».
Таким образом, структура текста приводит к ожиданиям, которые прерываются неожиданным невыполнением, создавая пробелы, которые требуют заполнения читателем для создания согласованного потока текста. Эти пробелы, в свою очередь, заставляют читателя перечитать предыдущие события в тексте в свете этих заполняющихся пробелов. Однако эти пробелы не могут быть заполнены произвольно, но только через пределы толкования, заложенные автором в тексте. Изер считает, что этот опыт ломает субъектно-объектные отношения, поскольку «текст и читатель больше не сталкиваются друг с другом как объект и субъект, а вместо этого „разделение“ происходит внутри самого читателя». В акте чтения текст становится живым предметом внутри читателя.
И Изер, и Яусс направили рецептивную эстетику к изучению текста путем определения читателей с точки зрения текста. Схожим образом Джеральд Принс постулирует «адресата» («narratee»), Мишель Риффатер — суперчитателя («superreader»), Стенли Фиш — информированного читателя («informed reader») и т. д. Фигуру «образцового читателя» в концепции Умберто Эко тоже можно поставить в этот ряд, хотя самого Эко к традиции рецептивной эстетики обычно не относят. Кроме того, многие другие исследователи также говорят просто о фигуре «читателя», который олицетворяет всех читателей.

## Возражения и критика
Представители традиции рецептивной эстетики считают, что для понимания текста нужно смотреть на опыт чтения, на то, как читатели «создают» смысл текста в процессе его восприятия. Традиционные школы, ориентированные на исследование текстов (такие как формализм), склонны рассматривать рецептивную эстетику как течение анархического субъективизма, ведь согласно её идеям читатель может интерпретировать текст таким образом, каким он хочет. Они утверждают, что можно понять текст, оставаясь при этом невосприимчивым к своей собственной культуре, статусу, личности, и так далее, и, следовательно, «объективно».
Рецептивная эстетика, однако, чтение рассматривает как одновременно и субъективный, и объективный процесс. Некоторые представители рецептивной эстетики (униформисты) предполагают би-активную модель чтения: отчасти литературное произведение контролирует реакцию, отчасти — сам читатель. Другие, которые считают эту позицию внутренне противоречивой, утверждают, что читатель контролирует всё взаимодействие с текстом (индивидуалисты).
Ещё одно возражение против рецептивной эстетики — это то, что она не учитывает, что текст может расширить понимание читателя. В то время как читатели могут и вложить свои собственные идеи и переживания в текст, они в то же время могут сформировать новое понимание чего-то благодаря тексту. Это то, что не учитывается в некоторых из теорий рецептивной эстетики.

## Значение и влияние
В целом расширение рецептивной эстетикой рамок художественного смысла, тотализация мира искусства, придание акту встречи эстетической материи с реципиентом самодостаточного художественного статуса и ряд других идей рецептивной эстетики теоретически разблокировали многие запреты в мире искусства. Фактически возникновению ряда художественных практик современности (концептуализм, акционизм и др.) эпоха постмодерна во многом обязана рефлексивной работе рецептивной эстетики.
Хотя в теоретическом отношении движение рецептивной эстетики не сложилось в систему, в её рамках разработано и обосновано огромное число понятий, которые активно, конструктивно и эвристично используются в эстетических рефлексиях различных современных школ постструктурализма, пост- и постпостмодернизма. Базовые понятия рецептивной эстетики, структурирующие её теорию, — актуализация, конкретизация, эстетический опыт, эстетическая дистанция, идентификация, стратегия текста, горизонт ожидания, конституирование смысла, коммуникативная определённость/неопределенность и др., — свидетельствуют об интегрирующей экспансии феноменологии в эстетическом освоении и овладении реальностью культуры.

## Основная литература
- Изер В. Историко-функциональная модель литературы // Вестник Московского университета. Серия 9. Филология. 1997. № 3. С. 118—142.
- Изер В. Акты вымысла, или Что фиктивно в фикциональном тексте // Немецкое философское литературоведение наших дней. Антология. СПб.: Изд-во СПбГУ, 2001. С. 186—216.
- Изер В. Изменение функций литературы // Современная литературная теория. Антология. М.: Флинта; Наука, 2004. С. 22-45.
- Изер В. Процесс чтения: феноменологический подход // Современная литературная теория. Антология. М.: Флинта; Наука, 2004. С. 201—225.
- Изер В. Рецептивная эстетика. Проблема переводимости: герменевтика и современное гуманитарное знание / Публикация И. Ильина. //Академические тетради. 1999. Выпуск 6. С. 59—96.
- Изер В. Герменевтика и переводимость: Курс лекций. Ч. 1 / Пер. с англ. Д. А. Иванова // Академические тетради. Выпуск 6. М.: Независимая академия эстетики и свободных искусств, 1999.
- Изер В. Герменевтика и переводимость: Курс лекций. Ч. 2 / Пер. с англ. Д. А. Иванова //Академические тетради. Выпуск 7: Теория театра. М.: Независимая академия эстетики и свободных искусств, 2001.
- Вольфганг Изер в Москве: Материалы круглого стола и ответ Вольфганг Изера Стэнли Фишу / Сост. и пер. с англ. А. Борисенко, Д. Иванова, В. Мусвик, В. Сонькина // Вестник МГУ. Серия 9. Филология. 1999. № 5.
- Яусс X.Р. История литературы как провокация литературоведения // Новое литературное обозрение. 1995. № 12. С. 34-84.
- Яусс Г. Р. История литературы как вызов теории литературы // Современная литературная теория. Антология / Сост. И. В. Кабанова. М., 2004. С. 192—200.
- Яусс X.Р. К проблеме диалогического понимания // Вопросы философии, 1994, № 12, с. 97-106.
- Яусс X.Р. Письмо Полю де Ману // Новое литературное обозрение. 1997. № 23. С. 24-30.
- Lewis, Clive Staples. An Experiment in Criticism. Cambridge University Press, 1961.
- Fish, Stanley. Surprised by Sin: The Reader in Paradise Lost. Cambridge, MA: Harvard UP, 1967. ISBN 0-674-85747-X (10). ISBN 978-0-674-85747-6 (13).
- Fish, Stanley. Is There a Text in This Class? The Authority of Interpretive Communities. Cambridge, MA: Harvard UP, 1980. ISBN 0-674-46726-4 (10). ISBN 978-0-674-46726-2 (13).
- Fish S. Literature in reader: Affective stylistics. — New lit. History, Charlottesville, 1970, vol. 2, N 1. P. 123—162.
- Holland, Norman N. The Dynamics of Literary Response. New York: Oxford University Press, 1968.
- Holland, Norman N. 5 Readers Reading. New Haven: Yale University Press, 1975.
- Rosenblatt, Louise. Literature as Exploration (1938). Literature as Exploration. New York: Appleton-Century; (1968). New York: Noble and Noble; (1976). New York: Noble and Noble; (1983). New York: Modern Language Association; (1995). New York: Modern Language Association.
- Grimm G. Rezeptionsgeschichte. Grundlegung einer Theorie, mit Analysen und Bibliographie. Münch., 1977.
- Riffaterre M. Essays de stylistique structurale. P., 1971.
- Rezeptionsästhetik: Theorie u. Praxis/Hrsg, von Warning R. Münch., 1975.